# Os talonaviculare dorsale
Het os talonaviculare dorsale is een accessoir voetwortelbeentje dat soms als extra ossificatiepunt ontstaat gedurende de embryonale ontwikkeling. Bij de mensen bij wie het botje voorkomt, ligt het botje aan de dorsale zijde van het gewricht tussen het sprongbeen en het os naviculare. Het kent hierdoor als alternatieve naam ook os supranaviculare. In dit gebied treedt dan vaak artrose op. De eerste beschrijving van het botje gaat in ieder geval terug tot 1860.

## Prevalentie
Het os talonaviculare dorsale komt bij ongeveer 1% van de mensen voor.

## Klinische relevantie
Op röntgenfoto's wordt een os talonaviculare dorsale soms onterecht aangemerkt als afwijkend, losliggend botdeel of als fractuur. Daarbij moet het extra botje niet worden verward met een avulsiefractuur van de cortex van het os naviculare. Een os supranaviculare is echter relatief makkelijk te herkennen op laterale enkelfoto's of op sagittale MRI-doorsneden van de enkel. Het is zelden symptomatisch, maar in geval van klachten kan er voor chirurgische verwijdering worden geopteerd.